# Surové železo

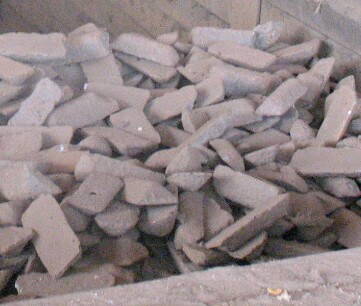
Odlité polotovary surového železa – tzv. housky

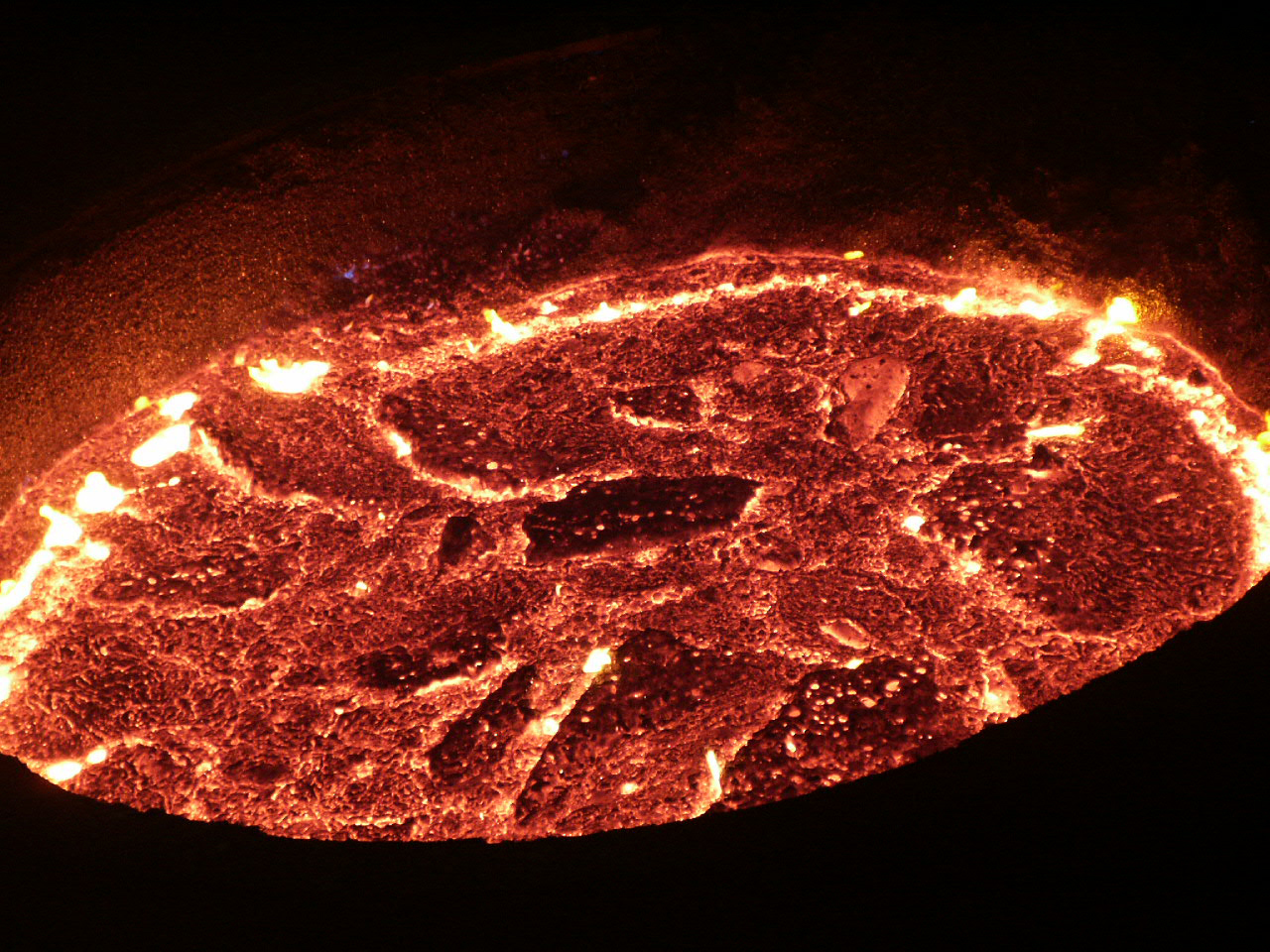
Roztavené surové železo

Surové železo se vyrábí ve vysoké peci tavením železné rudy s koksem, vápencem a dalšími přísadami. Má vysoký obsah uhlíku 3,0–4,3 %, a další příměsi 0,5–3,0 % křemíku, 0,5–3,0 % manganu, 0,05–2 % fosforu a až 0,1 % síry. Vlivem vysokého obsahu uhlíku je tvrdé a křehké, při ohřátí na teploty 1150 °C až 1250 °C se taví bez přechodu přes tvárný stav. Proto ho není možné tvářet za tepla ani za studena. Nazývá se také nekujné železo a jeho přímé použití je velmi omezené. Je to především výchozí surovina pro výrobu ostatních druhů technického železa – oceli a litiny.
Výroba surového železa byla ve starověké Číně známa už v období rané dynastie Čou (1122–256 př. n. l.). V Evropě nebyl postup běžně znám od počátku doby železné, tj. od 9.–8. století př. n. l.

## Formy uhlíku
V surovém železe může uhlík existovat ve dvou formách:
1. Při pomalém chladnutí a při větším obsahu křemíku (2–4 %) se vyloučí uhlík ve formě krystalů grafitu mezi krystaly železa. Takovéto železo má šedý lom, proto se nazývá šedé surové železo. Obsah uhlíku bývá 3,5–4,2 %.
2. Při rychlém chladnutí není pro krystalizaci dostatek času a současně při větším obsahu manganu (do 6 %) tvoří uhlík se železem sloučeninu – karbid železa (Fe3C), nazývaný cementit. Takovéto železo má bílý lom, proto se nazývá bílé surové železo. Obsah uhlíku bývá až 4,5 %.

## Rozdělení
Surové železo pro výrobu oceli se obvykle dopravuje v tekutém stavu. Odlité surové železo a následné produkty se dělí:
1. šedé surové železo – čím více uhlíku se vyloučí ve formě grafitu, tím má tmavší barvu, je měkčí a lépe se obrábí. Dobře se odlévá, více se proto používá pro slévárenské účely. Odlévá se do pískového licího pole.
  - ocelářské
  - slévárenské:
    - šedá litina
      - tvrzená litina
      - očkovaná litina
      - tvárná litina
      - legovaná litina
      - nelegovaná litina
2. bílé surové železo – vyloučený cementit způsobuje jeho tvrdost, většinou se proto dále zpracovává v ocelárnách na ocel. Odlévá se do kovového licího pole.
  - ocelářské
  - slévárenské:
    - bílá litina
      - nelegovaná temperovaná litina
3. speciální surové železo – feroslitina – kromě uhlíku obsahuje další prvky nejčastěji mangan, křemík, chróm, vanad, molybden. Používají se jako přísady při výrobě slitinových – legovaných ocelí a litin.

## Výroba
Surové železo se vyrábí ve vysokých pecích redukcí železných rud oxidem uhelnatým nebo uhlíkem při vysokých teplotách. Do technologického procesu vstupují následující suroviny s obsahem železa:

### Základní suroviny pro výrobu
- železná ruda – nejčastěji magnetit, hematit, limonit a siderit
- ocelový odpad – nejčastěji okuje, které vznikají při tváření ocele za tepla a obsahují až 55 % železa, ale také silně znečištěný železný šrot
- pyritové výpražky – odpad při výrobě kyseliny sírové a obsahují až 60 % železa
- vysokopecní prach – získaný přečištěním vysokopecního plynu

### Další látky a suroviny pro výrobu
- koks – slouží jako zdroj uhlíku:
  - jako palivo pro dosažení potřebné teploty
  - jako chemikálie:
    - vstupuje do reakce jako redukční činidlo
    - slučuje se s železem na karbid železa (cementit)
- vzduch – potřebný pro udržení hoření, do vysoké pece se vhání předehřátý, může být i obohacený o kyslík.
- struskotvorné přísady – umožňující lepší oddělení zbytků hlušiny, nežádoucích příměsí a popela a vytvoření strusky – například vápenec

### Produkty výroby ve vysoké peci
- surové železo – hlavní produkt
- vysokopecní plyn – odvádí se a využívá se dále jako palivo
- vysokopecní struska – dále se zpracovává na vysokopecní cement, struskovou vlnu (vatu), dlažební kostky, struskový štěrk, struskový písek a jiné produkty

### Příprava rud
Před vstupem do vysoké pece je potřeba železné rudy náležitě připravit. Kusy rudy by měly mít velikost 25–80 mm a měly by být zbaveny vody a síry v co největší míře. Pro tyto účely se rudy drtí v drtičkách a třídí v magnetických třídičích (oddělení hlušiny). Dále sa drobné kusy a vysokopecní prach spojují lisováním – briketováním nebo spékáním – aglomerací. Některé rudy se upravují i pražením. Pro dosažení průměrného obsahu železa a hospodárného provozu vysoké pece se míchají různé rudy, tento proces se nazývá homogenizace.

### Chemické reakce
Ve vysoké peci probíhají tyto hlavní reakce:
- spalování koksu za vzniku oxidu uhličitého nebo oxidu uhelnatého

{\displaystyle {\mathsf {C+O_{2}\ \to \ CO_{2}}}}
{\displaystyle {\mathsf {2\,C+O_{2}\ \to \ 2\,CO}}}
- redukce železa oxidem uhelnatým nebo uhlíkem

{\displaystyle {\mathsf {6\,CO+2\,Fe_{2}O_{3}\ \to \ 4\,Fe+6\,CO_{2}}}}
{\displaystyle {\mathsf {3\,C+Fe_{2}O_{3}\ \to \ 2\,Fe+3\,CO}}}
- vznik strusky

{\displaystyle {\mathsf {CaO+SiO_{2}\ \to \ CaSiO_{3}}}}

## Bilance procesu

### Materiál potřebný na výrobu 1 tuny
- 2,0–2,4 tuny železné rudy
- 1,0–1,4 tuny koksu
- 700–800 kilogramů struskotvorných přísad
- 4000 m³ vzduchu

### Zároveň vzniká
- 3600–4000 m³ vysokopecního plynu
- 0,5–0,8 tuny vysokopecní strusky